# Ipomoea kilwaensis
Ipomoea kilwaensis är en vindeväxtart som beskrevs av Pilger. Ipomoea kilwaensis ingår i släktet praktvindor, och familjen vindeväxter. Inga underarter finns listade i Catalogue of Life.